# Префектура Кагошима
Кагошима (Јапански:鹿児島県; Kagoshima-ken) је префектура у Јапану која се налази на острву Кјушу. Главни град је Кагошима.